# George Blake (écrivain)
Pour les articles homonymes, voir George Blake et Blake.
George Blake est un écrivain écossais, né le 28 octobre 1893 à Greenock et mort le 29 août 1961 à Glasgow.

## Biographie
En 1923, il épouse la fille du pharmacien de Greenock, Ellie Lawson, avec laquelle il aura trois enfants.
Il se rend à Londres en 1924 pour travailler au John o London’s Weekly, puis quatre ans plus tard au Strand Magazine. Il travaille ensuite pour les éditions Faber & Faber et retourne finalement en Écosse où il travaille pour le Glasgow Evening News.
En 1935 il abandonne temporairement le journalisme pour se consacrer à l'écriture et s'installe à Helensburgh. Il écrit la même année son roman le plus connu, The Shipbuilders, où l'on retrouve son thème de prédilection : la classe ouvrière d'Écosse, avec sa ville natale pour toile de fond.
Il reste toutefois en contact avec le milieu journalistique et en 1939, on le retrouve au Glasgow Evening Citizen.